# 鄭斌 (明鄭)
鄭斌（生卒年不詳）為明鄭的一位重要文臣。福建南安人，是建國公鄭彩之弟，後來南明魯王封鄭斌為鎮南伯。南明永曆四年（1650年），鄭成功率軍突襲廈門，鄭聯被殺，鄭彩與鄭斌不得不交出根據地與軍權；鄭彩歸隱，而鄭斌則歸附鄭成功麾下出任協理禮官，頗負眾望。世子鄭經登基後，升鄭斌為禮官。鄭氏三世，凡國之大典詔諭訓令關係重大者，多委任鄭斌。